# Fengtai
Fengtai léase Fong-Tái (en chino simplificado, 丰台区; pinyin, Fēngtái qū) es uno de los 16 distritos de la ciudad de Pekín, República Popular China. Localizado al sur de la ciudad, tiene una superficie de 306 kilómetros cuadrados.
Este distrito fue construido en 1952.

## Administración
El distrito de Fentai se divide en 2 poblados, 15 subdistritos y 3 aldeas.
- Poblado Zhǎngxīn diàn 长辛店镇、
- Poblado wángzuǒ 王佐镇
- Subdistrito Fēngtái 丰台街道
- Subdistrito xiluō yuán 西罗园街道
- Subdistrito tàipíng qiáo 太平桥街道
- Subdistrito dōngtiě yíng 东铁营街道
- Subdistrito yòuān mén 右安门街道
- Subdistrito zhǎngxīn diàn 长辛店街道
- Subdistrito xīncūn 新村街道
- Subdistrito lúgōuqiáo 卢沟桥街道
- Subdistrito yún gǎng 云岗街道
- Subdistrito dōng gāodì 东高地街道
- Subdistrito nán yuàn 南苑街道
- Subdistrito dàhóng mén 大红门街道
- Subdistrito Mǎ jiā jiēdào马家堡街道
- Subdistrito hé yì 和义街道
- Subdistrito wǎn píng 宛平街道
- Subdistrito fāng zhuāng 方庄街道
- Aldea Lúgōuqiáo 卢沟桥乡
- Aldea flor 花乡
- Aldea nányuàn xiāng 南苑乡